# Vipers Kristiansand
Vipers Kristiansand, voorheen Våg Vipers, was een handbalclub uit Kristiansand, Noorwegen. In de jaren 2020 won de club drie keer op rij de Europese Champions League. Vanaf 2018 tot en met 2024 was de club kampioen van Noorwegen. In januari 2025 werd de club failliet verklaard en opgeheven.

## Kampioen van Noorwegen
Vipers Kristiansand speelde sinds 2001 in de REMA 1000-ligaen, de hoogste divisie van Noorwegen. In 2018 werden ze voor het eerst kampioen en versloeg daarmee titelverdediger Larvik HK, de club die toen achttien keer op rij kampioen was geworden. Hiermee begon Vipers zelf met een reeks van zeven kampioenschappen en Noorse bekers op rij. De club stond bovenaan in de competitie, met slechts een verloren wedstrijd, toen het faillisement werd uitgesproken. In de beker was de club door de latere winnaar Storhamar uitgeschakeld in de kwartfinale.

## Europees kampioen
De Noorse kampioen mocht in het seizoen 2018-2019 voor het eerst in de geschiedenis van de club meedoen aan de door de Europese Handbalfederatie georganiseerde Champions League. Tijdens de Women's EHF Final 4 in Boedapest, behaalden de Vipers een bronzen medaille. Twee jaar later, in 2020-2021 werd de club in Boedapest Europees kampioen, door in de finale van Brest Bretagne Handball te winnen. Het jaar daarop slaagden ze opnieuw en werden ze het eerste Noorse team dat twee jaar op rij de Champions League won. De finale tegen Győri ETO KC trok met 15.400 toeschouwers, een record aantal bezoekers voor handbalwedstrijden tussen clubteams. Een jaar later trok dezelfde wedstrijd in de halve finale 20.022 bezoekers, opnieuw een record. De wedstrijd werd met 35-37 gewonnen en dat aantal van 72 doelpunten in een wedstrijd was een record voor de EHF Final4. In de finale werd Ferencvárosi TC verslagen en werden de Vipers voor de derde keer op rij Europees kampioen.

## Faillissement
Op dinsdag 15 oktober 2024 werd bekend dat de club kampte met een financieel tekort van 25 miljoen Noorse kronen, ruim 2 miljoen Euro, dat binnen drie dagen moest worden opgelost. Na een niet gehaalde deadline, een nep reddingsplan, en een faillietverklaring volgde dan toch de redding door een groep lokale ondernemers. De redding bleek van tijdelijke aard, want op 13 januari 2025 ging de club alsnog failliet. De club had structureel te veel geld uitgegeven, onder meer aan buitenlandse spelers. Alle spelers moesten midden in het seizoen een nieuwe club zoeken. De Nederlandse internationals Merel Freriks, Larissa Nüsser en Lois Abbingh vonden onderdak bij respectievelijk  Esbjerg,  Gloria 2018 (Bistrița-Năsăud) en  Borussia Dortmund.

## Bekende speelsters
- Kristine Lunde 1997/98 - 2003/04, 2010/11 - 2014/15
- Katrine Lunde 1997/98 - 2002/03, 2017/18 - 2024/25
- Veronica Kristiansen 2009/10 - 2010/11
- Marta Tomac 2014/15 - 2024/25
- Linn Jørum Sulland 2016/17 - 2020/21
- Kari Brattset Dale 2016/17 - 2017/18
- Malin Aune 2017/18 - 2020/21
- Emilie Hegh Arntzen 2017/18 - 2020/21
- Henny Reistad 2018/19 - 2020/21
- Heidi Løke 2019/20 - 2021/22
- Nora Mørk 2021/22
- Silje Solberg 2024/25
- Birgit van Os 2008/09 - 2011/12
- Charris Rozemalen 2013/14
- Jessy Kramer 2014/15 - 2015/16
- Lynn Knippenborg 2014/15 - 2015/16
- Annick Lipman 2014/15 - 2016/17
- Lois Abbingh 2023/24 - 2024/25
- Merel Freriks 2024/25
- Larissa Nüsser 2024/25
- Evelina Eriksson 2020/21 - 2021/22
- Jamina Roberts 2022/23 - 2024/25
- Océane Sercien-Ugolin 2022/23 - 2023/24
- Anna Vjachireva 2022/23 - 2023/24

## Prijzen
Noorse competitie :
- Goud: 2017/2018, 2018/2019, 2019/2020, 2020/2021, 2021/2022, 2022/2023, 2023/2024
- Zilver: 2016/2017
- Brons: 2002/2003

Noorse beker :
- Goud: 2017, 2018, 2019, 2020, 2021, 2022/2023, 2023/2024
- Zilver: 2010

EHF Champions League :
- Goud : 2020/2021, 2021/2022, 2022/2023
- Brons : 2018/2019

EHF-beker :
- Finalist: 2017/2018

1. Dina Friesendal ·
6.  Carin Strömberg ·
8.  Jamina Roberts ·
9.  Nina Koppang ·
10. Vilde Kaurin Jonassen ·
11. Silje Waade ·
12. Silje Solberg ·
14. Tuva Ulsaker Høve ·
16. Katrine Lunde ·
18. Mina Hesselberg ·
20.  Merel Freriks ·
21.  Paula Arcos ·
22. Marta Tomac ·
23.  Lois Abbingh ·
29.  Larissa Nüsser ·
31.  Ana Debelić ·
37.  Jana Knedlíková ·
38.  Mia Emmenegger ·
52. Sunniva Næs Andersen ·
Coach:  Tomáš Hlavatý
1.  Sofie Börjesson ·
6.  Océane Sercien-Ugolin ·
7. Martine Kårigstad Andersen ·
8. Karine Emilie Dahlum ·
9.  Jamina Roberts ·
10. Vilde Kaurin Jonassen ·
11. Silje Waade ·
12. Julie Stokkendal Poulsen ·
13.  Anna Vyakhireva ·
14. Tuva Ulsaker Høve ·
15. Tuva Pharo ·
16. Katrine Lunde ·
18. Mina Hesselberg ·
20.  Lysa Tchaptchet ·
21.  Paula Arcos ·
22. Marta Tomac ·
23.  Lois Abbingh ·
27. Sunniva Næs Andersen ·
31.  Ana Debelić ·
33.  Luisa Schulze ·
37.  Jana Knedlíková ·
Coach:  Tomáš Hlavatý
1.  Sofie Börjesson ·
4. Tonje Haugjord Refsnes ·
6.  Océane Sercien-Ugolin ·
7. Martine Kårigstad Andersen ·
8. Karine Emilie Dahlum ·
9.  Jamina Roberts ·
10. Vilde Kaurin Jonassen ·
11. Silje Waade ·
12. Julie Stokkendal Poulsen ·
13.  Anna Vyakhireva ·
14. Tuva Ulsaker Høve ·
16. Katrine Lunde ·
18. Mina Hesselberg ·
20.  Lysa Tchaptchet ·
21. Ragnhild Valle Dahl ·
22. Marta Tomac ·
24. Hanna Yttereng ·
25.  Nerea Pena ·
27. Sunniva Næs Andersen ·
31.  Ana Debelić ·
37.  Jana Knedlíková ·
51.  Markéta Jeřábková ·
Coach: Ole Gustav Gjekstad

Kampioen Eliteserien – Winnaar Norgesmesterskapet – Winnaar EHF Champions League
1. Andrea Austmo Pedersen ·
2. Karoline Olsen ·
4. Tonje Haugjord Refsnes ·
8. Karine Emilie Dahlum ·
9. Nora Mørk ·
10. Vilde Kaurin Jonassen ·
11. Silje Waade ·
12.  Evelina Eriksson ·
13.  Isabelle Gulldén ·
14. Tuva Ulsaker Høve ·
16. Katrine Lunde ·
18. Mina Hesselberg ·
20.  Lysa Tchaptchet ·
21. Ragnhild Valle Dahl ·
22. Marta Tomac ·
23.  Zsuzsanna Tomori ·
24. Hanna Yttereng ·
25.  Nerea Pena ·
27. Sunniva Næs Andersen ·
31.  Ana Debelić ·
37.  Jana Knedlíková ·
51.  Markéta Jeřábková ·
55. Heidi Løke  ·
Coach: Ole Gustav Gjekstad

Resultaten: Kampioen Eliteserien – Winnaar Norgesmesterskapet – Winnaar EHF Champions League
1. Andrea Austmo Pedersen ·
2. Karoline Olsen ·
3. Emilie Hegh Arntzen ·
4. Tonje Haugjord Refsnes ·
6. Malin Aune ·
7.  Carolina Morais ·
8. Karine Emilie Dahlum ·
9. Nora Mørk ·
10. Vilde Kaurin Jonassen ·
11. Silje Waade ·
12.  Evelina Eriksson ·
15. Linn Jørum Sulland ·
16. Katrine Lunde ·
19. June Andenæs ·
20. Jeanett Kristiansen ·
21. Ragnhild Valle Dahl ·
22. Marta Tomac ·
24. Hanna Yttereng ·
25. Henny Reistad ·
27. Sunniva Næs Andersen ·
37.  Jana Knedlíková ·
55. Heidi Løke  ·
Coach: Ole Gustav Gjekstad

Resultaten: Kampioen Eliteserien – Winnaar Norgesmesterskapet – Winnaar EHF Champions League
1. Andrea Austmo Pedersen ·
2. Karoline Olsen ·
3. Emilie Hegh Arntzen ·
4. Tonje Haugjord Refsnes ·
6. Malin Aune ·
7.  Carolina Morais ·
8. Karine Emilie Dahlum ·
10. Vilde Kaurin Jonassen ·
11. Silje Waade ·
12.  Yang Yurou ·
15. Linn Jørum Sulland ·
16. Katrine Lunde ·
19. June Andenæs ·
21. Ragnhild Valle Dahl ·
22. Marta Tomac ·
23. Josefine Intelhus ·
24. Hanna Yttereng ·
25. Henny Reistad ·
27. Sunniva Næs Andersen ·
55. Heidi Løke  ·
Coach: Ole Gustav Gjekstad

Resultaten: kampioen Eliteserien – winnaar Norgesmesterskapet – hoofdronde EHF Champions League
2. Karoline Olsen ·
3. Emilie Hegh Arntzen ·
4. Tonje Haugjord Refsnes ·
6. Malin Aune ·
7.  Carolina Morais ·
8. Karine Emilie Dahlum ·
9.  Mathilde Kristensen ·
11. Silje Waade ·
12. Eline Fagerheim ·
15. Linn Jørum Sulland ·
16. Katrine Lunde ·
17. Pernille Wibe ·
20. Jeanett Kristiansen ·
22. Marta Tomac ·
23. Josefine Intelhu ·
24. Hanna Yttereng ·
25. Henny Reistad ·
27. Sunniva Næs Andersen ·
Coach: Ole Gustav Gjekstad

Resultaten: kampioen Eliteserien – winnaar Norgesmesterskapet – 3e plaats EHF Champions League
1.  Sakura Hauge ·
2. Karoline Olsen ·
3. Emilie Hegh Arntzen ·
4. Tonje Haugjord Refsnes ·
6. Malin Aune ·
7. Kari Brattset  ·
8. Kristin Nørstebø ·
9.  Mathilde Kristensen ·
10. Vilde Kaurin Jonassen ·
13. Kristine Lunde-Borgersen ·
14. Pernille Wang Skaug ·
15. Linn Jørum Sulland ·
16. Katrine Lunde ·
20. Jeanett Kristiansen ·
22. Marta Tomac ·
24. Lina Jensen ·
25. Mathilde Flo Hjetland ·
26. Karine Emilie Dahlum ·
27. Sunniva Amalie Næs Andersen ·
Coach: Kenneth Gabrielsen

Resultaten: kampioen Eliteserien – winnaar Norgesmesterskapet – groepsfase EHF Champions League – finale EHF Cup
1.  Sakura Hauge ·
2. Karoline Olsen ·
3.  Þórey Rósa Stefánsdóttir ·
4. Tonje Haugjord Refsnes ·
6.  Sanne Bak Pedersen ·
7. Kari Brattset ·
8. Kristin Nørstebø ·
9.  Mathilde Kristensen ·
10. Vilde Kaurin Jonassen ·
11. Mona Bruskeland ·
12.  Annick Lipman ·
14. Hanne Andve ·
15. Linn Jørum Sulland ·
16. Elisabeth Rosenvold ·
17.  Hanna Ulrika Olsson ·
18. Martine Rønning ·
19. Anne Charlotte Benestad Rosenvold ·
20. Jeanett Kristiansen ·
21. Camilla Holmøy Feenstra ·
22. Marta Tomac ·
24. Lina Jensen ·
Coach: Kenneth Gabrielsen

Resultaten: 2e plaats Eliteserien – 1/2 finale Norgesmesterskapet – kwalificatieronde 2 EHF Cup
1.  Sakura Hauge ·
2. Karoline Olsen ·
3.  Þórey Rósa Stefánsdóttir ·
4. Tonje Haugjord Refsnes ·
6.  Sanne Bak Pedersen ·
7.  Jessy Kramer ·
8. Susan Iren Hall ·
9.  Mathilde Kristensen ·
10. Vilde Kaurin Jonassen ·
11.  Karin Weigelt ·
12.  Annick Lipman ·
14. Hanne Andve ·
15.  Lynn Knippenborg ·
16. Elisabeth Benestad Rosenvold ·
17.  Hanna Ulrika Olsson ·
19. Anne Charlotte Benestad Rosenvold ·
21. Martine Rønning ·
22. Marta Tomac ·
Mona Bruskeland ·
Andrea Thorsland ·
Coach: Gunnar Pettersen

Resultaten: 4e plaats Eliteserien – 1/4 finale Norgesmesterskapet – 1/4 finale EHF Beker voor Bekerwinnaars
1.  Sakura Hauge ·
3.  Þórey Rósa Stefánsdóttir ·
4. Tonje Haugjord Refsnes ·
6.  Sanne Bak Pedersen ·
7.  Jessy Kramer ·
8. Susan Iren Hall ·
9.  Mathilde Kristensen ·
10. Vilde Kaurin Jonassen ·
11.  Karin Weigelt ·
12.  Annick Lipman ·
13. Kristine Lunde-Borgersen ·
14. Hanne Andve ·
15.  Lynn Knippenborg ·
16. Elisabeth Benestad Rosenvold ·
18. Siri Aaserud ·
21. Martine Rønning ·
22. Marta Tomac ·
26. Annette Jensen ·
81. Thea Emilie Berg ·
Mona Bruskeland ·
Katrine Høyland ·
Silje Jacobsen ·
Coach: Thomas Hørlyk

Resultaten: 6e plaats Eliteserien – 1/8 finale Norgesmesterskapet
1.  Sara Nirvander ·
2. Bettina Sonerud ·
3.  Þórey Rósa Stefánsdóttir ·
4.  Charris Rozemalen ·
6.  Sanne Bak Pedersen ·
7.  Jessy Kramer ·
8. Susan Iren Hall ·
10. Vilde Kaurin Jonassen ·
11. Henriette Bakkerud ·
12. Ida Gabrielsen ·
13. Kristine Lunde-Borgersen ·
14. Kristine Jensen ·
15. Ida Maria Aa ·
16. Silje Galdal ·
18. Siri Aaserud ·
19. Hanne Andve ·
24.  Louise Pedersen ·
26. Annette Jensen ·
81. Thea Emilie Berg ·
Coach: Thomas Hørlyk

Resultaten: 8e plaats Eliteserien – 1/4 finale Norgesmesterskapet
1.  Sara Nirvander ·
6.  Sanne Bak Pedersen ·
7. Christin Høgaas Daland ·
8. Michelle Brandstrup ·
9. Karianne Gjertsen Barøy ·
10. Vilde Kaurin Jonassen ·
11. Henriette Bakkerud ·
12. Andrea Thorsland ·
13. Kristine Lunde-Borgersen ·
14. Kristine Jensen ·
15. Ida Maria Aa ·
18. Siri Aaserud ·
21.  Angie Geschke ·
23. Maren Enerstvedt ·
24.  Louise Pedersen ·
26. Annette Jensen ·
81. Susann Iren Hall ·
Coach: Thomas Hørlyk

Resultaten: 6e plaats Eliteserien – 1/4 finale Norgesmesterskapet
1.  Sara Nirvander ·
2. Maria Louise Hansen ·
3. Janne Kjelstrup Olsen ·
4. Christina O'Sullivan ·
6.  Sanne Bak Pedersen ·
7. Christin Høgaas Daland ·
8. Michelle Brandstrup ·
9. Siren Gundersen ·
10. Ingunn Birkeland ·
11.  Birgit van Os ·
12. Andrea Thorsland ·
13. Kristine Lunde-Borgersen ·
14. Kristine Jensen ·
15. Ida Maria Aa ·
16. Silje Galdal ·
17. Randi Anette Egebakken ·
8. Siri Aaserud ·
19. Nina Thorsdahl ·
22. Lindy M.K. Taraldsen ·
23. Maren Enerstvedt ·
24.  Louise Pedersen ·
Coach: Thomas Hørlyk

Resultaten: 6e plaats Eliteserien – 1/8 finale Norgesmesterskapet
1. Katrine Høyland ·
2. Maria Louise Hansen ·
3. Janne Kjelstrup Olsen ·
4. Veronica Kristiansen ·
7. Christin Høgaas Daland ·
8. Michelle Brandstrup ·
9. Siren Gundersen ·
10. Ingunn Birkeland ·
11.  Birgit van Os ·
12.  Hannah Maria Zimmergren ·
13.  Emma Jonsson ·
14. Kristine Jensen ·
15. Ida Maria Aa ·
6. Silje Galdal ·
17. Randi Anette Egebakken ·
20. Ida Marie Wernersen ·
22. Lindy M.K. Taraldsen ·
24.  Louise Pedersen ·
55. Trine Fjelde Olsen ·
Charlotte Egebakken Kristiansen ·
Mai Marcussen ·
Janicke Ropstad ·
Marianne Holmesland ·
Kristine Lunde-Borgersen ·

Resultaten: 7e plaats Eliteserien – finale Norgesmesterskapet
1. Katrine Høyland ·
2. Lindy M.K. Taraldsen ·
3. Helene Jørgensen Vinknes ·
4. Veronica Kristiansen ·
6. Ranveig Odden ·
7. Christin Høgaas Daland ·
8. Michelle Brandstrup ·
9. Charlotte Egebakken Kristiansen ·
10. Ingunn Birkeland ·
11. Susanne Fuglestad ·
12.  Hannah Maria Zimmergren ·
13. Mai Marcussen ·
14. Lisa Løkås ·
15. Mia Haugrud ·
16. Silje Galdal ·
17. Ingrid Marie Mathisen ·
18.  Birgit van Os ·
29. Janne Kjelstrup Olsen ·
20. Ida Marie Wernersen ·
21. Renata Kari Horvath ·
22. Ida Marie Gabrielsen Lerøy ·
41. Marianne Holmesland ·
55. Trine Fjelde Olsen ·

Resultaten: 8e plaats Eliteserien 
1. Katrine Høyland ·
2. Lindy M.K. Taraldsen ·
3. Helene Jørgensen Vinknes ·
4.  Birgit van Os ·
6. Ranveig Odden ·
7. Christin Høgaas Daland ·
8. Eva Angelica Svantesson ·
9. Siren Gundersen ·
10. Ingunn Birkeland ·
11. Susanne Fuglestad ·
12. Marianne Holmesland ·
13. Mai Marcussen ·
14. Lisa Løkås ·
15. Øygunn Hansen ·
16. Linn Michel Jacobsen ·
17. Ingrid Marie Mathisen ·
19. Silje Grønning ·
20. Ida Marie Wernersen ·
55. Trine Fjelde Olsen ·

Resultaten: 7e plaats Eliteserien 
1. Katrine Høyland ·
2. Lindy M.K. Taraldsen ·
3. Helene Jørgensen Vinknes ·
4. Christin Høgaas Daland ·
6. Kristine Brachel ·
7. Janicke Ropstad ·
8.  Therese Islas Helgesson ·
9. Lisa Løkås ·
10. Siren Gundersen ·
11. Susanne Fuglestad ·
12. Marianne Holmesland ·
13. Catrine Lie ·
14. Ranveig Odden ·
15. Ida Marie Aa ·
16. Hege S. Gundersen ·
17. Ingrid Marie Mathisen ·
18. Inger Lise Torjussen ·
19. Silje Grønning ·
20. Mai Marcussen ·
21. Linn Terese Ourom ·
22. Nina Fevik ·
23. Eva Angelica Svantesson ·
Coach: Arnfinn Haukom Olsen

Resultaten: 10e plaats Eliteserien 
1. Katrine Høyland ·
2. Ida Marcussen ·
3. Helene Jørgensen Vinknes ·
4. Christin Høgaas Daland ·
5. Beate Bang Grimestad ·
6. Kristine Brachel ·
7. Janicke Ropstad ·
8. Marianne F. Asbjørnsen ·
9. Lisa Løkås ·
10. Ingunn Birkeland ·
11. Susanne Fuglestad ·
12. Marianne Holmesland ·
13. Hanne Kristin Vedum ·
14. Kristine Westerby ·
15. Catrine Lie ·
16. Hege S. Gundersen ·
17. Ranveig Odden ·
18. Lindy M. K. Taraldsen ·
19. Siren Gundersen ·
20. Nina Fevik ·
21. Inger Lise Torjussen ·
44. Hilde Kvifte ·
66. Bodil Flo Berge ·
Coach: Arnfinn Haukom Olsen

Resultaten: 9e plaats Eliteserien 
1. Katrine Høyland ·
2. Janne Brox ·
3. Helene Jørgensen Vinknes ·
4. Christin Høgaas Daland ·
5. Beate Bang Grimestad ·
6. Bodil Flo Berge ·
7. Janicke Ropstad ·
8. Marianne F. Asbjørnsen ·
9. Ragnhild Aaland ·
10. Ingunn Birkeland ·
11. Susanne Fuglestad ·
12. Marianne Holmesland ·
13. Kathrine Jørgensen Vinknes ·
14. Ida Marcussen ·
15. Linn Terese Ourom ·
16. Hege S. Gundersen ·
17. Susanne Moe ·
20. Lisa Løkås ·
22. Åse Finsådal ·
Eva Angelica Svantesson ·
Maylinn Moberg ·
Coach: Lars Sigurd Gitmark

Resultaten: 7e plaats Eliteserien – 1/8 finale EHF Cup
1. Katrine Lunde ·
2. Janne Brox ·
3. Elise Alsand ·
4. Hilde Kvifte ·
5. Beate Bang Grimestad ·
6. Bodil Flo Berge ·
7. Janicke Ropstad ·
8. Marianne Fardal Asbjørnsen ·
10. Ingunn Birkeland ·
11. Susanne Fuglestad ·
12. Marianne Holmesland ·
13. Kristine Lunde ·
14. Benedikte Bjørke Sørensen ·
15. Lisa Løkås ·
16. Hege Solås Gundersen ·
17. Angelica Svantesson ·
18. Kathrine Jørgensen Vinknes ·
19. Helene Jørgensen Vinknes ·
20. Line Frustøl ·
Coach: Lars Sigurd Gitmark

Resultaten: 4e plaats Eliteserien – 1/2 finale EHF Cup
Elise Alsand ·
Marianne Fardal Asbjørnsen ·
Bodil Flo Berge ·
Hilde Kvifte ·
Katrine Lunde ·
Kristine Lunde ·
Janicke Ropstad ·
Coach: Lars Sigurd Gitmark

Resultaten: 3e plaats Eliteserien 
Elise Alsand ·
Marianne Fardal Asbjørnsen ·
Bodil Flo Berge ·
Katrine Lunde ·
Kristine Lunde ·
Janicke Ropstad ·
Coach: Odd Ivar Hjetland

Resultaten: 8e plaats Eliteserien 
Dana Filipkovska ·
Katrine Lunde ·
Kristine Lunde ·
Coach: Odd Ivar Hjetland

Resultaten: 2e plaats 1. divisjon 
Dana Filipkovska ·
Katrine Lunde ·
Kristine Lunde ·
Gerd Elin Albert ·
Coach: Rade Koruga

Resultaten: 5e plaats 1. divisjon 
Therese Fuglestad ·
Katrine Lunde ·
Kristine Lunde ·
Gerd Elin Albert ·
Coach: Rade Koruga

Resultaten: 6e plaats 1. divisjon 
Therese Fuglestad ·
Katrine Lunde ·
Kristine Lunde ·
Gerd Elin Albert ·
Coach: Rade Koruga

Resultaten: 2e plaats 2. divisjon 